# 松迪·伊什特万
松迪·伊什特万（匈牙利語：Szondy István，1925年12月29日—2017年5月31日），匈牙利男子现代五项运动员。他曾获得1952年夏季奥运会现代五项比赛男子团体金牌和男子个人铜牌。他也参加了1948年和1956年夏季奥运会，其中1948年奥运会参加现代五项比赛，1956年奥运会参加马术比赛。